# Zoo de Dortmund
Le zoo de Dortmund est un parc zoologique situé dans la ville de Dortmund, dans l'état fédéré de Rhénanie-du-Nord-Westphalie en Allemagne qui a ouvert en 1953. Il s'étend sur environ 28 hectares. Le zoo est membre de l'Association mondiale des zoos et aquariums (WAZA). En juillet 2013, le parc affiche plus de 1500 animaux avec 250 espèces différentes provenant du monde entier dont une majeure partie est d'origine sud-américaine.